# 船舶冲程
船舶冲程是指在航船只停泊时，从开始停船或倒船起，直到船只完全停止（即相对于水流，船只处于静止状态），在此时间段内船只在原有速度的惯性下继续移动的距离，称为船舶冲程。
船舶冲程船只在靠泊码头、系解浮泊、锚泊以及避免碰撞等操作时，都必须考虑的因素。

## 影响因素
船舶冲程通常受到如下因素影响：
- 排水量越大，冲程越大
- 航速越高，冲程越大
- 船只顺风或顺流，冲程越大；船只逆风或逆流，冲程越小
- 船体污底越严重，冲程越小
- 船只在浅水中，相比在深水中是冲程要小；而在浅水中，水深越浅，冲程越小
- 船只主机转向时间越短，功率越大，冲程越小